# Regen (rijeka)
Regen (češki: Řezná) je rijeka u Bavarskoj, lijevi pritok Dunava, u koji se ulijeva kod njemačkog grada Regensburga. Izvor glavnog toka, Großer Regen ("Veliki Regen"), je u Češkoj Šumi u blizini naselja Železná Ruda. Rijeka prelazi njemačko-češku granicu nakon nekoliko kilometara, kod sela Bayerisch Eisenstein. Naziv na njemačkom je evoluirao od latinskog Regana (ženski rod), Reganus (muški rod) i Reganum (srednji rod), čije je porijeklo i značenje nepoznato. 
Kod mjesta Zwiesel Großer Regen se spaja sa Kleiner Regenom ("Mali Regen") i stvara Schwarzer Regen ("Crni Regen"). Schwarzer Regen teče kroz Regen i Viechtach i spaja se s Weißer Regenom ("Bijeli Regen") u Bad Kötztingu. Nakon ovog sutoka, rijeka je se naziva samo Regen. Ukupna duljina, računajući Großer Regen i Schwarzer Regen, je 190,9 km.
Dolina Regena čini glavni dio Bavarske šume, a duž obale nalaze se mnoga naselja. Važniji gradovi su Cham i Regensburg.